# Benefactors
Benefactors è un'opera teatrale del drammaturgo britannico Michael Frayn, debuttato al Vaudeville Theatre di Londra nel 1984. La pièce vinse il Laurence Olivier Award alla migliore nuova opera teatrale.

## Trama
La pièce è ambientata negli anni 60 e parla dell'architetto David e della moglie Jane e della loro relazione con il cinico Colin e la moglie Sheila. David vuole costruire nuovi edifici per rimpiazzare quelli fatiscenti di Basuto Road e viene costretto a sostituirli con dei grattacieli, a cui è contrario.